# Judoma
La Judoma (in russo  Юдома?) è un fiume della Russia siberiana orientale (Territorio di Chabarovsk e Sacha-Jacuzia), affluente di destra della Maja (bacino idrografico dell'Aldan).
Nasce dal versante meridionale dei monti Suntar-Chajata dalla confluenza dei due rami sorgentiferi Nitkan e Avmja; scorre inizialmente con direzione meridionale attraversando il vasto altopiano della Judoma e della Maja, piegando successivamente verso sudovest. All'incirca a partire dell'insediamento di Ogonëk inizia a segnare il confine fra la Jacuzia e il kraj di Chabarovsk; sfocia nella Maja nei pressi di Ust'-Judoma, situata anch'essa sul confine fra queste due unità amministrative. I maggiori affluenti ricevuti nel suo corso sono Kjala e Gorbi (Kirbjj) da sinistra e Akačan da destra.
Il fiume è gelato, mediamente, da ottobre a maggio; è navigabile per 271 km a monte della foce.